# رافنسوود (باركشير)
رافنسوود (بالإنجليزية: Ravenswood, Berkshire)‏ هي قرية تقع في المملكة المتحدة في جنوب شرق إنجلترا.